# عرب الشمالنة
عرب الشمالنة المعروفة باسم خربة أبو زينة هي قرية عربية فلسطينية في قضاء صفد. وقد تم تهجير سكانها خلال حرب التطهير العرقي لفلسطين الانتدابية 1947 إلى 1948 في 4 مايو 1948 في إطار عملية ماتاتي (المكنسة)، وهي عملية فرعية لعملية يفتاح. تقع على مسافة 13 كيلومترا جنوب شرق صفد بالقرب من نهر الأردن.
في عام 1945، كان عدد سكانها 650 نسمة.

## التاريخ
تقع القرية شمال نقطة تدفق نهر الأردن إلى بحيرة طبريا، غرب الحدود السورية. كانت تطل على الساحل الشمالي للبحيرة وعلى طريق ثانوي يربطها بقرية الطابغة، أيضا على ساحل البحيرة ولكن إلى الجنوب الغربي. وأدى طريق سريع كان يحد حافة البحيرة إلى مدينة طبريا. وكان يسكن القرية الأعضاء المستقرين في قبيلة عرب الشمالنة البدوية، وعثر على عدة مواقع أثرية بالقرب منها.
في عام 1875، عثر فيكتور جويرين هنا على الأسس التي يقوم عليها المبنى الذي لا يقل سمكه عن متر.
في عام 1881، لاحظت الدراسة الاستقصائية التي أجراها صندوق استكشاف فلسطين الغربية ما يلي: «الصوامع العربية الحديثة والآثار الطفيفة للمنازل المدمرة الحديثة» في خ. أبو زينة، أو شونة الشمالنة.

### عهد الانتداب البريطاني
في تعداد عام 1922 لفلسطين، الذي أجرته سلطات الانتداب البريطاني، بلغ عدد سكان الشمالنة 278 نسمة، جميعهم من المسلمين، وازداد عددهم في تعداد عام 1931 إلى 551 نسمة؛ 1 من المسيحيين و555 من المسلمين، في ما مجموعه 108 منزلا.
في الفترة 1944/45، تم احتساب القرية مع البطيحة، وكان لديها معا ما مجموعه 16,690 دونم من الأراضي. ومن بين هذه المساحة، تم تخصيص 3,842 دونم للحبوب، وزراعة 238 دونم أو استخدامها في البساتين، في حين صنف 12,610 دونم على أنها أرض غير صالحة للزراعة.
وقد استخدمت منطقة شمال القرية على طول ضفاف النهر على نطاق واسع في زراعة الحمضيات والخضروات، كما أن النهر والعديد من الينابيع وفرت للناس مياه الري ومياه الشرب.

### حرب 1948 وتهجير السكان
في إطار عملية ماتاتي، العملية الفرعية لعملية يفتاح، قامت القوات الإسرائيلية بتهجير سكان القرية، إلى جانب قرى أخرى بين بحيرة الحولة وبحيرة طبريا، في 4 مايو 1948. وقد وثق المؤرخ الإسرائيلي بيني موريس أن القرية أعطيت أوامر محددة للهجوم عليها وتدمير منازلها وبدأت بقصف قوات البلماح المنطقة، مما تسبب في فرار القرويين.
أنشئت مستوطنة ألمغور على أراضي القرية، على بعد 2 كيلومترا شمال غربي موقع القرية في عام 1961.

## ثبت المراجع
- Barron,  J. B.، المحرر (1923). Palestine: Report and General Abstracts of the Census of 1922. Government of Palestine.
- Conder، Claude Reignier؛ Kitchener، H. H. (1881). The Survey of Western Palestine: Memoirs of the Topography, Orography, Hydrography, and Archaeology. London: صندوق استكشاف فلسطين. ج. 1.
- Department of Statistics (1945). Village Statistics, April, 1945. Government of Palestine. مؤرشف من الأصل في 2019-04-02.
- Guérin, Victor (1880). Description Géographique  Historique et Archéologique de la Palestine (بالفرنسية). Paris: L'Imprimerie Nationale. Vol. 3: Galilee, pt. 1.
- Hadawi، Sami (1970). Village Statistics of 1945: A Classification of Land and Area ownership in Palestine. Palestine Liberation Organization Research Center. مؤرشف من الأصل في 2019-07-08.
- Khalidi، Walid (1992). All That Remains: The Palestinian Villages Occupied and Depopulated by Israel in 1948. واشنطن العاصمة: مؤسسة الدراسات الفلسطينية. ISBN:0-88728-224-5. مؤرشف من الأصل في 2019-12-22.
- Mills, E.، المحرر (1932). Census of Palestine 1931. Population of Villages, Towns and Administrative Areas. Jerusalem: Government of Palestine.
- Morris، Benny (2004). The Birth of the Palestinian Refugee Problem Revisited. Cambridge University Press. ISBN:978-0-521-00967-6. مؤرشف من الأصل في 2020-01-25.
- Palmer، E. H. (1881). The Survey of Western Palestine: Arabic and English Name Lists Collected During the Survey by Lieutenants Conder and Kitchener, R. E. Transliterated and Explained by E.H. Palmer. صندوق استكشاف فلسطين.

## وصلات خارجية
- عرب الشمالنه ترحب بكم
- 'Arab al-Shamalina, ذاكرات
- Survey of Western Palestine, Map 6: IAA, Wikimedia commons
- 'Arab al-Shamalina at مركز خليل السكاكيني الثقافي
- ‘Arab al-Shamalina, Dr. Khalil Rizk.